# Dobrotino
Dobrotino (en macédonien Добротино) est un village du sud de la Macédoine du Nord, situé dans la municipalité de Kavadartsi. Le village comptait 2 habitants en 2002.

## Démographie
Lors du recensement de 2002, le village comptait:
- Macédoniens : 2.
- En novembre 2022, il comptait toujours 2 habitants mais
- En septembre 2021 il ne comptait plus aucun habitant[2]